# 경기도의 축제 목록
2004년 기준 경기도에서 열리는 축제는 총 59개다.

## 경기도의 축제 목록
| 가평군   | 연인산 축제                    | 5월     | 길놀이 퍼레이드 및 전야제, 통일/번영/풍년 기원제, 야생화 전시, 전통음식 시연                                                                          | 가평군 / 가평군 연인산 축제추진위원회           |
| 가평군   | 북한강 축제                    | 12월    | 북한강 경주대회,조정경기, 자연사랑걷기, 모터싸이클 대회,국제재즈페스티벌                                                                              | 가평군 / 가평군축제 추진위원회                  |
| 고양시   | 고양 세계 꽃축제               | 5월     | 세계꽃박람회기념 | 고양시                                          |
| 고양시   | 고양 행주 문화제               | 10월    | 승전거리행진, 민속경연 대회, 행주대첩 고유제, 행주대첩 위령제                                                                                         | 고양시 / 고양문화원                             |
| 과천시   | 과천 한마당 축제               | 9월     | 국내외 초청 문화 체험 10종, 화훼 전시, 먹거리 장터 등                                                                                                 | (재)과천한마당축제                              |
| 광명시   | 구름산 예술제                  | 10월    | 국악제, 미술전, 서화전, 사진전, 백일장, 학생음악경연대회, 연극공연, 국악경연대회                                                                      | 예총광명지부 / 각급협회                         |
| 광명시   | 오리 문화제                    | 5월     | 이원익 생애와 사상에 대한 강연회, 마당놀이, 그림그리기, 뮤지컬, 단축마라톤, 탈춤공연                                                                  | 광명문화원                                      |
| 광주시   | 광주 예술제                    | 5월     | 미술인전, 시 낭송회, 열린 음악회, 시민 가요제 | 광주시 / 광주예총                               |
| 광주시   | 광주 왕실 도자기 축제          | 5월     | 도자박물관 전시, 쇼핑몰, 흙체험 행사, 도자경매, 전통가마 불지피기, 다례시연                                                                           | 광주시/광주왕실 도예조합                        |
| 광주시   | 남한산성 문화제                | 9월     | 어가행렬, 전통무용 공연, 문화체험학교, 성곽순례, 산성투어                                                                                             | 광주시 남한산성문화제 추진위원회                |
| 구리시   | 구리 한강 유채꽃 축제          | 5월     | 나비날리기, 음악회, 시민노래자랑, 미술, 글짓기대회, 사진촬영대회, 청소년 락 콘서트                                                                    | 구리시 / 한국예총 구리지부                      |
| 구리시   | 구리 코스모스 축제             | 9월     | 전야제, 중국기예단 써거스, 야외영화감상, 미소사진촬영, 각종 체험행사 등                                                                               | 구리시/한국예총 구리지부                        |
| 군포시   | 군포 시민 대축제               | 4월     | 가장행렬, 거리전시, 마을음악회, 실버축제, 사진촬영대회 등                                                                                             | 군포시 문화공보과                               |
| 군포시   | 철쭉 동산 축제                 | 4월     | 각종 전시회 및 음악회 | 군포시 문화공보과                               |
| 김포시   | 중봉 문화제                    | 9월     | 고유제, 7백의병 출정식, 전통음식 양탕 재현, 취타대행진, 열린음악회, 우수전통민속예술 시연, 체험행사, 학술세미나, 청소년 사생·백일장·사진·휘호 대회 등 | 김포시 / 김포문화원                             |
| 남양주시 | 다산문화제                     | 10월    | 다산목민상 시상, 문예대회, 전통민속공연 체험행사 등                                                                                                   | 남양주시/남양주문화원                           |
| 남양주시 | 남양주 야외공연 축제           | 8월     | 국내.외 유명공연단체 초청 공연,청소년어울마당,체험행사 등                                                                                             | 남양주시                                        |
| 동두천시 | 동두천 락 페스티발             | 4월     | 고등부, 대학부 경연 및 전문 락그룹 공연 | 동두천 락 페스티발 조직위원회                   |
| 부천시   | 복사골 예술제                  | 5월     | 학생 및 시민백일장, 거리축제, 영상 사진 공모전, 미술제, 시민노래경연대회, 무용제, 어린이가족뮤지컬, 연극제, 음악제, 시민영화제, 시민촬영대회          | 한국예총 부천지부                               |
| 부천시   | 부천국제학생애니메이션페스티벌 | 10월    | 국제 학생 애니메이션 경쟁, 장편 초청 영화제, 마스터클래스, 특별 전시, 아시아 국제 학술 포럼, 애니페어, 전국 고교대전, 애니 시네마, 부대행사           | 부천국제학생애니메이션페스티벌조직위원회        |
| 성남시   | 성남 세계 민속예술 축제        | 12월    | 27개국 650여명의 공연단이 참여하는 세계민속 무용, 음악, 의상축제                                                                                      | 성남시 / (주)경평인터내셔날                     |
| 성남시   | 성남 문화 예술제               | 6월     | 국제/무용/음악/연극/영화 축제, 미술작품전/사진작품전 시민백일장, 시민노래자랑                                                                         | 성남시, 성남예총 성남예총 및 회원단체           |
| 성남시   | 모란 민속 3일장 축제           | 1월     | 다양한 전통 민속예술공연, 추억의 가요무대, 현대적 감각 예술 공연                                                                                      | 모란민속 5일장축제 추진위원회                   |
| 성남시   | 성남 여술마을 연꽃축제         | 7월     | 연꽃 및 자연학습장 관람 전시회, 연음식 및 향토음식 코너                                                                                               | 연꽃축제 추진위원회                             |
| 수원시   | 수원 화성문화제                | 10월    | 정조대왕 능행차 연시, 화령전 헌다례, 혜경궁 홍씨 회갑연 재연, 과거 시험 재연 전국 주부 풍물 축제, 전통깃발전, 문화예술축전, 국제음식축제, 화성 그리기 | 수원시, 화성문화제 집행위원회                   |
| 수원시   | KBS 드라마축제                 | 3월~6월 | KBS Magic, Studio Tour, 디지털영상기기, 공개방송, 시대물 재현극, 전국 아마추어 영상전                                                                 | 수원시, KBS                                     |
| 시흥시   | 물왕 예술제                    | 5월     | 국악한마당잔치, 문학 등 예술행사, 시민가요제, | 예총시흥지부/시흥시청                           |
| 시흥시   | 연성 문화제                    | 10월    | 아동극, 백일장, 열린음악회, 장숭깍기 및 장숭제 | 시흥문화원 / 시흥시청                           |
| 안산시   | 김홍도축제                     | 10월    | 김홍도 풍속화 체험, 단원 홍보관, 옛생활 용품 전시, 마당극, 미술체험, 전통먹거리, 유원시설 등                                                          | 안산시                                          |
| 안산시   | 별망성 예술제                  | 9월     | 별망성산제, 별초무시연, 불꽃놀이, 청소년 연극제, 국악대제전, 기타 예술 행사 등                                                                        | 안산시 / 안산예총                               |
| 안산시   | 성호 문화제                    | 5월     | 성호 숭모제, 국가중요 문화제 공연,경기민요합창단 공연, 성호사상학술대회, 기타 행사                                                                    | 안산시 / 안산문화원                             |
| 안산시   | 국제거리극축제                 | 5월     | 서커스, 마임, 저글링, 마술, 코미디, 거리음악 등 | 안산시 / 안산문화예술의전당                     |
| 안성시   | 안성 남사당 바우덕이 축제      | 9월     | 학술대회, 엿장수놀음, 탈놀음 경연, 줄타기 경연, 바우덕이 홍보관, 남사당놀이 6마당, 거리극, 종합극, 마당극, 민속장터 및 가축시장재현                   | 안성시                                          |
| 안성시   | 안성 죽산 국제예술제           | 6월     | 세계 유명예술인 무용, 음악, 창작 공연, 아방가르드 작품전, 작가와 함께 작품만들기, 영상전                                                              | 사단법인 웃는돌                                 |
| 안성시   | 죽산 어린이 축제               | 5월     | 어린이 전용극 일일 각2회 공연,체험 | 축제극단 무천                                   |
| 안양시   | 안양문화 예술제                | 5월중   | 미술, 음악, 무용, 연극 등 다채로운 문화예술행사 | 안양시 안양 문화원 및 예총 안양지부             |
| 안양시   | 안양 시민축제                  | 10월    | 볼거리 / 놀거리 / 살거리 / 먹거리의 지역축제 | 안양시 / 안양시민축제추진위원회                 |
| 양주시   | 양주 전통 문화 예술 축제       | 5월     | 무형문화재 및 전통민속 예술 단체공연 | 양주시 / 축제추진위원회                         |
| 양주시   | 양주 문화 축제                 | 10월    | 전통민속예술 공연 및 참여 행사, 부대행사 | 양주시 / 축제추진위원회                         |
| 양평군   | 맑은물 사랑예술제              | 6월     | 숲속의 음악회, 맑은물사랑 콘서트, 농악놀이, 합창단 공연, 시낭송회, 기타 부대 행사 등                                                                  | 양평군 / 맑은물사랑 실천협의회                  |
| 양평군   | 백운 문화제                    | 9월     | 용문산령제례, 휘호대회, 사생대회, 풍물경연대회, 민속놀이 등                                                                                           | 양평군 / 양평문화원                             |
| 양평군   | 은행나무 축제                  | 9월     | 가족사진촬영대회, 용문산 은행제, 불교 전통 문화 시현, 숲속의 음악회 등                                                                                | 양평군                                          |
| 양평군   | 세계 사물놀이 겨루기 한마당    | 9월     | 세계사물놀이 경연 및 공연 | 양평군 /사물놀이 한울림                         |
| 여주시   | 세종 문화 큰잔치               | 10월    | 군민음악회, 한글백일장, 황후행차, 각종 전시화, 전국 사진공모전                                                                                        | 여주군, 여주문화원 예총여주지부                 |
| 여주시   | 여주 도자기 박람회             | 5월     | 도자기 판매행사, 전통가마 불지피기, 전시·공연행사 및 체험행사                                                                                         | 여주군, 여주도자기박람회                        |
| 여주시   | 여주 진상 명품전               | 10월    | 진상농산물전시, 우수농특산물 판매, 국제고구마요리대회, 농사체험행사(고구마투어)                                                                       | 여주진상명품전 추진위원회 여주군 농업기술센터   |
| 여주시   | 명성황후 추모제                | 10월    | 영산제, 해원굿 | 여주군, 여주문화원                              |
| 연천군   | 연천 전곡리 구석기축제         | 5월     | 구석기 체험, 움집 짓기, 가상 유적 발굴 퍼포먼스, 선사시대                                                                                             | 연천군 / 연천군 전곡리 구석기축제 추진위원회    |
| 오산시   | 독산성 문화예술제              | 9월     | 문화행사 공연 등 예술 행사, 시민 참여마당 | 오산시 / 오산문화원                             |
| 의왕시   | 의왕 백운 예술제               | 10월    | 의왕옛길걷기, 나도예술가, 백일장, 사생대회, 동화 구연,인형극, 풍물놀이, 전래 장난감 만들기, 통기타공연 등                                             | 의왕백운예술제 추진위원회                       |
| 의정부시 | 통일 예술제                    | 5월     | 전시회, 전통춤대공연, 한마음시민가요제, 백일장, 현대미술초대전                                                                                        | 예총 의정부 지부                                |
| 의정부시 | 회룡 문화제                    | 10월    | 왕실행차재현, 전시회, 용춤, 마당극 등 | 의정부 문화원                                   |
| 의정부시 | 의정부 국제음악극 축제         | 5월     | 해외단체초청공연, 대학생 쇼케이스 부대행사, 전시회 | 의정부 예술의전당                               |
| 이천시   | 설봉 문화제                    | 10월    | 전시행사, 문예행사, 경축행사, 민속행사 | 축제추진위원회 / 이천문화원                     |
| 이천시   | 이천 도자기 축제               | 8, 9월  | 전시행사, 판매행사, 공연행사 | 이천시 / 축제추진위원회                         |
| 이천시   | 이천 장호원 복숭아 축제        | 9월     | 민속행사, 문예행사, 세미나, 화합행사 | 축제추진위 / 동부과수농협                       |
| 이천시   | 이천 햅쌀 축제                 | 10월    | 민속놀이, 시골장터, 농기계전 | 이천시 / 축제추진위원회                         |
| 이천시   | 이천 백사 산수유꽃 축제        | 4월     | 문예행사 | 축제추진위 / 백사면, 이천예총                   |
| 파주시   | 율곡 문화제                    | 9월     | 자운서원 추향제례, 학술심포지엄, 유가행렬 재연, 율곡 및 한시 백일장, 향토작가 초대전, 서예대전 등                                                     | 파주시 / 파주문화원                             |
| 파주시   | 파주 어린이 책 한마당          | 10월    | 도서전시 및 판매 책문화 한마당, 세미나 놀이한마당, 체험학습 등                                                                                        | 파주시, 파주 출판단지                           |
| 파주시   | 헤이리 페스티벌                | 10월    | 헤이리 마을에서 미술 및 조형작품 전시, 건축관광, 퍼포먼스, 타악, 무용, 연극, 클래식 재즈, 공방교실 등                                                 | 파주시, 파주건설위원회 헤이리페스티벌조직위원회 |
| 파주시   | 파주 예술제                    | 5월     | 음악공연, 국악공연, 문학세미나, 지상백일장, 미술협회 회원전                                                                                           | 파주시 / 파주예총                               |
| 포천시   | 산정호수 명성산 억새꽃 축제    | 10월    | 낭만의 향연, 전통의 어울림, 명성산등반대회, 가수왕 선발전, 영웅탄생, 전통 민속놀이, 포천홍보관, 명품괌                                                | 포천시                                          |
| 하남시   | 하남 이성 문화축제             | 9월     | 공개방송 유치, 도립극단 공연, 시민단체공연, 시민참여 마당                                                                                             | 하남시청 / 하남문화원                           |
| 화성시   | 화성 병점 떡전거리 축제        | 9월     | 주제공연, 인형극,떡 자랑대회, 떡 체험마당, 체험 및 전시프로그램                                                                                       | 화성시                                          |
| 화성시   | 화성 정조 효 문화제            | 9월     | 정조대왕 릉행차 및 경쟁, 왕세자 입학례, 백수연 및 효행상 시상식, 산사 음악회, 폐막 공연, 체험 및 전시프로그램                                         | 화성시                                          |

## 같이 보기
- 서울특별시의 축제 목록
- 부산광역시의 축제 목록
- 대구광역시의 축제 목록
- 인천광역시의 축제 목록
- 광주광역시의 축제 목록
- 대전광역시의 축제 목록
- 울산광역시의 축제 목록
- 세종특별자치시의 축제 목록
- 강원특별자치도의 축제 목록
- 충청북도의 축제 목록
- 충청남도의 축제 목록
- 전북특별자치도의 축제 목록
- 전라남도의 축제 목록
- 경상북도의 축제 목록
- 경상남도의 축제 목록
- 제주특별자치도의 축제 목록